# 若三杉彰晃
若三杉 彰晃（わかみすぎ あきてる、1937年（昭和12年）9月24日 - 1983年（昭和58年）11月2日）は、香川県丸亀市土居町出身で花籠部屋に所属した大相撲力士。本名は杉山 昇（すぎやま のぼる）。最高位は東関脇（1963年（昭和38年）5月場所、同年7月場所など）。現役時代の体格は188cm、133kg。得意手は左四つ、寄り、上手投げ。若乃花幹士 (初代)の義弟であり、貴ノ花利彰の義兄である。

## 来歴
香川県立丸亀高等学校では柔道部に所属していたが、花籠親方（元前頭3・大ノ海）に勧誘され、高校を2年で中退して花籠部屋へ入門。1955年（昭和30年）3月場所で初土俵を踏んだ。当初の四股名は、本名と同じ「杉山」。初土俵の場所では番付外と新序で好成績を残したため、翌場所では、序ノ口を飛び越していきなり序二段に付いた。
その後「國風」の四股名を付けたが、縁起が悪いと言われて1場所で元の「杉山」に戻し、先代花籠の現役名・三杉磯を襲名した際には大正時代の名力士の名など幕下にはまだ早いと言われてこれまた1場所で元に戻した。十両に昇進した1958年（昭和33年）5月場所より「若三杉」に改名したが、この四股名は、「若乃花」と「三杦磯（＝三杉磯）」に因んでいる。
十両では3場所続けて11勝4敗とし、同年11月場所で新入幕。そして、同場所では10勝5敗と2桁勝利を挙げた。
西前頭4枚目にあった1960年（昭和35年）5月場所では、初日若羽黒（大関）に負けたが2日目以降すべて勝って（横綱・栃錦からの不戦勝を含む）14勝1敗と入幕後自己最高の成績を収め、幕内最高優勝を遂げた。初日に黒星を喫した平幕力士の優勝は史上初で、以後も2012年5月場所の旭天鵬まで52年間発生しなかった。
以降は三役から幕内上位で活躍し、下位に下がると好成績を残して上位に戻って来ていた。雷電賞を3度受賞（1960年5月場所、1961年11月場所、1965年11月場所）していて、3度目の受賞の際はこの場所限りで同賞が終了したため、最後の受賞者となった。
その後、1962年（昭和37年）9月場所より大豪昇、同年11月場所より大豪久照と改名。1963年（昭和38年）3月場所では小結で9勝6敗と勝ち越し、その後関脇で5場所連続勝ち越して、1964年（昭和39年）3月場所では同地位で10勝5敗と2桁勝利を挙げ、大関昇進近しを思わせた。場所後、二子山親方（元横綱・初代若乃花）の実妹・花田ちえ子と結婚した。しかし結婚疲れからか、5月場所では4勝11敗と大敗し、大関獲りの夢は消えた。
以後も上位に定着を続け、栃ノ海戦や佐田の山戦では善戦した。しかし、1966年（昭和41年）7月場所で途中休場してから番付が降下し、1967年（昭和42年）5月場所では「番付削減」により十両へ落とされてしまった。
そしてこの5月場所には出場せず、同場所を以て、29歳で引退した。
引退後は年寄・荒磯を襲名し、義兄が経営する二子山部屋付きの親方となって勝負審判も引退翌年の1968年から1982年まで長年務めたが、酒豪であったため体を壊し監察委員会委員に異動した。
1983年（昭和58年）11月2日14時22分、肝硬変のため東京・お茶の水の日本大学付属駿河台病院で死去。46歳没。

## 人物・エピソード
- 新弟子時代には柔道の影響で、土俵上で相手を投げるのに「ヤアッ」と声を出してしまい、師匠から「声なんか出すんじゃない」と注意されていた[2]。
- 汗をかきやすい体質で稽古量は多く見えていたが、実際の稽古量は少なかったらしく、しかも脇が非常に甘いため大成し切れなかった。「若三杉」を名乗っていた頃の仇名“万歳三杉”（“万歳大豪”とも）にも、それが表われている[1]。
- 人柄は平和で鷹揚であった。新弟子時代から付け人を務めた二子岳武士は「若い衆をしかることなんか、一度もなかった。地方へ行って温泉場など泊まると、付け人のおれたちに“早く風呂に入って来い。一杯いこう″と待っててくれる。それが楽しみだった」と証言している[2]。
- 無類の酒豪であり、二子岳にも「酒も稽古だから」と飲ませていた。そのおかげで二子岳も酒呑童子と化したと評されるが、「おれなんかまだ三段目。向こう（若三杉）は、酒では東の正横綱。番付が違いすぎる」と、酒の強さには感服していた[2]。なお、荒磯名跡は自身の死去後は二子岳が継承している。
- その気の優しさから、稽古場でちゃんこに呼ばれた記者にもビールを注いだり、鍋の中身をお玉で掬うなどし、また「イワシだ、うまいよ。だが正月だもの、イワシだって気、入らんだろうな」と話すなどユーモアにも溢れていた[2]。
- 中央線・荻窪駅南口に『ちゃんこ荒磯』を開店していたが、死去8か月前の入院後に閉店している[2]。
- 故郷の香川県の寺院海岸寺の山門には、仁王像の代わりに、「大豪久照」の四股名で、同郷の琴ヶ濱と共に銅像が立っている。

## 主な戦績
- 通算成績：501勝412敗19休 勝率.549
- 幕内成績：387勝374敗4休 勝率.509
- 現役在位：69場所
- 幕内在位：51場所
- 三役在位：18場所（関脇10場所、小結8場所）
- 三賞：5回
  - 殊勲賞：2回（1960年5月場所、1964年1月場所）
  - 敢闘賞：3回（1961年11月場所、1965年3月場所、1965年11月場所）
- 雷電賞：3回（1960年5月場所、1961年11月場所、1965年11月場所）
- 金星：8個（朝潮1個、柏戸1個、栃ノ海5個、佐田の山1個）
- 各段優勝
  - 幕内最高優勝：1回（1960年5月場所）
  - 幕下優勝：1回（1958年3月場所）

## 場所別成績
| | 一月場所 初場所（東京） | 三月場所 春場所（大阪） | 五月場所 夏場所（東京） | 七月場所 名古屋場所（愛知） | 九月場所 秋場所（東京） | 十一月場所 九州場所（福岡） |
| --- | ----------------------- | ----------------------- | ----------------------- | --------------------------- | ----------------------- | --------------------------- |
| 1955年 （昭和30年） | x                       | 西新序 2–1              | 東序二段78枚目 5–3      | x                           | 東序二段41枚目 8–0      | x                           |
| 1956年 （昭和31年） | 西三段目89枚目 6–2      | 西三段目51枚目 7–1      | 東三段目20枚目 7–1      | x                           | 西幕下69枚目 6–2        | x                           |
| 1957年 （昭和32年） | 東幕下56枚目 4–4        | 東幕下55枚目 6–2        | 東幕下37枚目 7–1        | x                           | 東幕下25枚目 7–1        | 東幕下10枚目 5–3            |
| 1958年 （昭和33年） | 西幕下6枚目 5–3         | 西幕下2枚目 優勝 7–1    | 西十両22枚目 11–4       | 東十両13枚目 11–4           | 西十両3枚目 11–4        | 西前頭19枚目 10–5           |
| 1959年 （昭和34年） | 東前頭13枚目 7–8        | 西前頭14枚目 9–6        | 東前頭9枚目 8–7         | 西前頭7枚目 8–7             | 西前頭6枚目 9–6         | 東前頭筆頭 3–12             |
| 1960年 （昭和35年） | 東前頭8枚目 7–8         | 西前頭9枚目 11–4        | 西前頭4枚目 14–1 殊★    | 東張出関脇 7–8              | 西小結 9–6              | 東小結 9–6                  |
| 1961年 （昭和36年） | 東張出関脇 5–10         | 東前頭筆頭 8–7          | 西張出小結 7–8          | 西前頭筆頭 5–10             | 東前頭4枚目 7–8         | 東前頭5枚目 11–4 敢         |
| 1962年 （昭和37年） | 西張出小結 8–7          | 東小結 6–9              | 西前頭筆頭 6–9 ★        | 西前頭3枚目 6–9             | 西前頭5枚目 5–10        | 西前頭10枚目 12–3           |
| 1963年 （昭和38年） | 西前頭2枚目 8–7         | 西小結 9–6              | 東関脇 8–7              | 東関脇 9–6                  | 東関脇 8–7              | 東関脇 8–7                  |
| 1964年 （昭和39年） | 東関脇 9–6 殊           | 東関脇 10–5             | 東関脇 4–11             | 東前頭4枚目 8–7 ★           | 西前頭2枚目 5–10        | 東前頭5枚目 9–6 ★           |
| 1965年 （昭和40年） | 西前頭2枚目 8–7 ★       | 東前頭筆頭 9–6 敢★      | 東小結 7–8              | 西前頭筆頭 8–7 ★            | 西関脇 2–13             | 西前頭6枚目 12–3 敢         |
| 1966年 （昭和41年） | 東前頭筆頭 9–6 ★        | 西小結 7–8              | 西前頭筆頭 5–10         | 東前頭4枚目 2–9–4           | 西前頭10枚目 7–8        | 東前頭11枚目 8–7            |
| 1967年 （昭和42年） | 東前頭7枚目 6–9         | 西前頭9枚目 5–10        | 西十両2枚目 引退 0–0–15 | x                           | x                       | x                           |
| 各欄の数字は、「勝ち-負け-休場」を示す。 優勝 引退 休場 十両 幕下 三賞：敢=敢闘賞、殊=殊勲賞、技=技能賞 その他：★=金星 番付階級：幕内 - 十両 - 幕下 - 三段目 - 序二段 - 序ノ口 幕内序列：横綱 - 大関 - 関脇 - 小結 - 前頭（「#数字」は各位内の序列） |                         |                         |                         |                             |                         |                             |

### 幕内対戦成績
| 力士名 | 勝数 | 負数 | 力士名   | 勝数 | 負数 | 力士名     | 勝数 | 負数 | 力士名 | 勝数 | 負数 |
| ------ | ---- | ---- | -------- | ---- | ---- | ---------- | ---- | ---- | ------ | ---- | ---- |
| 青ノ里 | 17   | 11   | 朝岡     | 1    | 0    | 朝潮(米川) | 3    | 5    | 浅瀬川 | 6    | 6    |
| 東錦   | 1    | 0    | 愛宕山   | 2    | 2    | 天津風     | 1    | 3    | 荒波   | 1    | 0    |
| 泉洋   | 2    | 3    | 一乃矢   | 2    | 0    | 岩風       | 11   | 11   | 宇多川 | 1    | 3    |
| 及川   | 5    | 0    | 追風山   | 2    | 2    | 扇山       | 4    | 1    | 大内山 | 1    | 0    |
| 大瀬川 | 0    | 2    | 大晃     | 9    | 6    | 小城ノ花   | 14   | 12   | 海乃山 | 11   | 6    |
| 開隆山 | 14   | 6    | 柏戸     | 6(1) | 23   | 金乃花     | 12   | 1    | 北ノ國 | 0    | 1    |
| 北の洋 | 4    | 5    | 北の冨士 | 5    | 7    | 北葉山     | 15   | 23   | 君錦   | 5    | 1    |
| 清國   | 7    | 5    | 清勢川   | 5    | 0    | 鬼竜川     | 2    | 1    | 麒麟児 | 1    | 0    |
| 高鐵山 | 1    | 1    | 琴櫻     | 3    | 5(1) | 佐田の山   | 10   | 16   | 沢光   | 1    | 1    |
| 潮錦   | 6    | 4    | 信夫山   | 4    | 0    | 嶋錦       | 1    | 0    | 大心   | 3    | 0    |
| 大鵬   | 0    | 9    | 大文字   | 2    | 1    | 大雄       | 2    | 1    | 玉乃島 | 3    | 4    |
| 常錦   | 5    | 0    | 鶴ヶ嶺   | 11   | 11   | 出羽錦     | 8    | 11   | 時津山 | 3    | 2    |
| 時錦   | 4    | 0    | 戸田     | 1    | 0    | 栃東       | 0    | 1    | 栃王山 | 1    | 0    |
| 栃錦   | 1(1) | 2    | 栃ノ海   | 11   | 18   | 栃光       | 13   | 17   | 豊國   | 7    | 5    |
| 豊ノ海 | 1    | 0    | 鳴門海   | 0    | 1    | 成山       | 2    | 2    | 羽黒川 | 4    | 10   |
| 羽黒山 | 16   | 6    | 羽嶋山   | 0    | 1    | 長谷川     | 2    | 4    | 羽子錦 | 2    | 1    |
| 廣川   | 2    | 6    | 福田山   | 4    | 1    | 福乃里     | 1    | 0    | 福の花 | 2    | 0    |
| 房錦   | 10   | 5    | 富士錦   | 9    | 8    | 藤ノ川     | 0    | 1    | 双ツ龍 | 2    | 0    |
| 星甲   | 3    | 0    | 前田川   | 5    | 4    | 前の山     | 1    | 1    | 松登   | 1    | 2    |
| 禊鳳   | 1    | 2    | 宮錦     | 2    | 2    | 明武谷     | 11   | 7    | 陸奥嵐 | 0    | 1    |
| 豊山   | 5    | 19   | 義ノ花   | 0    | 3    | 若杉山     | 1    | 2    | 若浪   | 5    | 2    |
| 若鳴門 | 2    | 2    | 若羽黒   | 10   | 10   | 若葉山     | 1    | 2    | 若二瀬 | 2    | 1    |
| 若前田 | 5    | 3    | 若見山   | 4    | 7    |            |      |      |        |      |      |

## 改名歴
- 杉山 昇（すぎやま のぼる）1955年5月場所 - 1956年9月場所
- 國風（くにかぜ）1957年1月場所
- 杉山 昇（すぎやま のぼる）1957年3月場所 - 1957年11月場所
- 三杉磯（みすぎいそ）1958年1月場所
- 杉山 昇（すぎやま のぼる）1958年3月場所
- 若三杉 彰晃（わかみすぎ あきてる）1958年5月場所 - 1962年7月場所
- 大豪 昇（だいごう のぼる）1962年9月場所
- 大豪 久照（だいごう ひさてる）1962年11月場所 - 1967年5月場所

## 年寄変遷
- 荒磯 久照（あらいそ ひさてる）1967年5月 - 1983年11月